# موريس ليجيون
موريس ليجيون (بالإنجليزية: Maurice Ligeon)‏ هو لاعب كرة قدم أمريكي في مركز الوسط، ولد في 1 سبتمبر 1977 في الولايات المتحدة. شارك مع منتخب الولايات المتحدة لكرة القدم. أما مع النوادي، فقد لعب مع كلوب بروج.

## وصلات خارجية
- موريس ليجيون على موقع قاعدة بيانات كرة القدم.إي يو (الإنجليزية)
- موريس ليجيون على موقع ناشيونال فوتبول تيمز (الإنجليزية)